# 마쓰다이라 요리나가 (1874년)

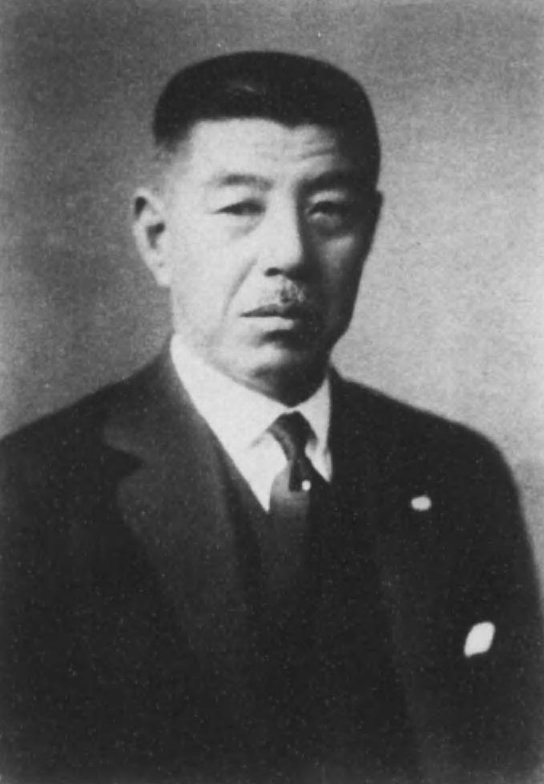
마쓰다이라 요리나가 백작

마쓰다이라 요리나가(松平頼寿)는 일본 제국의 정치인, 교육자, 화족이다. 작위는 백작. 옛 다카마쓰번주 마쓰다이라 요리토시의 8남이다. 어머니는 이이 나오스케의 차녀 지요코 부인은 옛 미토번주 도쿠가와 아키타케의 딸 아키코(昭子).
일본의 정치, 교육, 문화, 사회사업에 폭넓게 공헌한 인물로서 특히 분재 문화 발전에 중요한 역할을 하였다.